# Crithidia
Crithidia ist eine Gattung von Flagellaten, die zu den Trypanosomatida gehört. Die Gattung wurde 1902 durch Louis Léger auf Basis ihrer Typusart Crithidia fasciculata erstmals beschrieben. Der Name leitet sich von altgriechisch krithídion ‚kleines Gerstenkorn‘ ab.
Es handelt sich um Parasiten von Gliederfüßern. Über deren Kot werden sie von Wirt zu Wirt übertragen und entwickeln sich in ihrem Verdauungstrakt. In dieser Phase ihrer Entwicklung mit Flagellum ausgestattet, durchlaufen sie später die Phasen Amastigot, Promastigot und Epimastigot.
- Crithidia bombi (Parasit von Hummeln)[3]
- Crithidia mellificae (Parasit von Bienen)[4]
- Crithidia brevicula (Parasit von Sichelwanzen, Wasserläufer, Weichwanzen, Culex)[5]
- Crithidia luciliae (Parasit der Stubenfliege)[6][7][8]